# Roeping (literair tijdschrift)
Het katholieke literaire tijdschrift Roeping werd opgericht in 1922, door dr. Hendrik Moller. Moller was katholiek letterkundige en onderwijsspecialist van de RKSP die de R.K. Leergangen in Tilburg had opgericht, voorloper van de Katholieke Universiteit Brabant. Hij richtte Roeping op vanuit een emancipatiestreven van de katholieke literatuur en literatoren, die zich ook buiten de eigen parochie wilden gaan richten. Maar het tijdschrift De Gemeenschap (1925-1941) zou die rol pas werkelijk gaan vervullen. Enerzijds gaf Moller aan jong katholiek literair talent een eigen platform, anderzijds slaagde hij er niet in de verschillende groepen in 'zijn' blad samen te binden, omdat hij zelf de touwtjes te stevig in handen wilde houden en als hoofdredacteur eenzijdig wilde kunnen ingrijpen.
Jongeren als Jan Engelman en Anton van Duinkerken bekritiseerden bovendien zijn verouderde en eenzijdige esthetica. In Roeping vinden we vooral een humanitaire godslyriek. De jonge Van Duinkerken en Engelman begonnen ook voor zichzelf omdat Roeping voor hen te weinig een eigen, strijdbaar alternatief bood tegenover de gevestigde, 'liberale' Nederlandse literatoren in het noorden en westen des lands. L.J. Rogier schrijft over een generatie "die door oorlog en de ondergang van oude idealen het optimisme van de 19e eeuw had afgeschud". Zij hoopten dat het katholieke geloof en haar cultuur "een kracht kon zijn, die diep doordrong in de verloren wereld" (in: 'Katholieke Herleving').